# Das Abenteuer von Sagossa
Das Abenteuer von Sagossa ist ein deutscher Stummfilm aus dem Jahre 1923 von Franz Seitz senior.

## Handlung
Der kleine Phantasiestaat Sagossa ist pleite. Prinz Michael soll auf Geheiß des alten Fürsten Alexander und regierenden Monarchen das Königreich retten, in dem er eine wohlhabende junge Dame ehelicht, die die zerrütteten Staatsfinanzen wieder ins Lot bringen könnte. Die entsprechende reiche Erbin ist rasch gefunden. Ehe Michael der entsprechenden Ehegattin in spe ansichtig wird, soll jedoch sein Adjutant Andrea erst einmal checken, um wen es sich bei ihr handelt. Anschließend, so ist es geplant, soll Andrea Prinz Michael aus Paris abholen, um ein Treffen zu arrangieren. Das Unglück nimmt seinen Lauf: Adjutant Andrea verliebt sich selbst in die zur Frage stehenden Dame, die auch noch seine Gefühle erwidert und die keinesfalls den finanzhungrigen Prinzen heiraten will. Dem Vaterland zuliebe will die rechte Hand des Prinzen jedoch eigene Gefühle hintan stellen und großzügig Verzicht üben.
Als Prinz Michael, inzwischen heimlich verheiratet, davon erfährt, plant er, seinem treuesten Diener einen (harmlosen) Streich zu spielen und engagiert einige ihm bekannte Schauspieler, um Andrea in einer ausgeklügelten Charade vorzuführen. Dabei übernimmt ein Schauspieler den Part des Prinzen, während selbiger in die Rolle eines windigen Hochstaplers schlüpft. Am Ende ordnen sich die Dinge und alles wird zu einem guten Ende geführt: Andrea darf das reiche Mädchen heiraten und nutzt deren Geld zum Wohl des verarmten Königreichs, und der alte Fürst erkennt die junge Frau seines Sohnes Michael als legitime zukünftige Fürstin an.

## Produktionsnotizen
Das Abenteuer von Sagossa entstand im Frühjahr 1923 in dem Emelka-Studios in München, passierte am 1. Juni desselben Jahres die Zensur und wurde kurz darauf (im Sommer 1923) uraufgeführt. Der Sechsakter besaß eine Länge von 2095 Meter. In Österreich erhielt der Film mehrere Alternativtitel, er lief jedoch vor allem als Eine Nacht auf dem Nordpol an.
Willy Reiber entwarf die Filmbauten, Max Heilbronner die Kostüme.
Die Darsteller Paul Otto und Charlotte Klinder waren miteinander verheiratet.

## Kritiken
In Wiens Neue Freie Presse schrieb der Rezensent: „Ein sehr hübscher, spannender und mit viel Humor gemachter Film. Ein besonderer Reiz liegt darin, daß die eigentliche und wirklich unerwartete Überraschung … ganz am Schluß eintritt. (…) Gespielt wird glänzend und mit munterer Laune. (…) Regie und Photographie durchaus zufrieden stellend, ja, vielfach mehr als das.“
Das Neue Wiener Tagblatt resümierte: „Ausstattung und Inszenierung sind recht gut gelungen.“
Die Villacher Zeitung schrieb: „Dieser selten gute Film weist eine derartige Prachtausstattung auf, daß schon diese allein den Besuch lohnt!.“